# Черниц
Черниц (нем. Tschernitz) — община в Германии, в земле Бранденбург.
Входит в состав района Шпре-Найсе. Подчиняется управлению Дёберн-Ланд. Население составляет 1393 человека (на 31 декабря 2010 года). Занимает площадь 13,23 км².
Коммуна подразделяется на 2 сельских округа.
Официальным языком в населённом пункте, помимо немецкого, является лужицкий.
| Год  | Население |
| ---- | --------- |
| 2005 | 1657      |
| 2010 | 1435      |